# Mikhaïl Mixustin
Mikhaïl Vladímirovitx Mixustin (en rus: Михаи́л Влади́мирович Мишу́стин) (Moscou, 3 de març de 1966) és un polític i economista rus, que exerceix de Primer Ministre de Rússia des del 2020. Anteriorment, entre 2010 i 2020, desenvolupà el càrrec de Cap del Servei Federal d'Impostos.
El 15 de gener de 2020, va ser nominat per ocupar el càrrec de Primer Ministre de Rússia pel president Vladímir Putin. Les audiències sobre el seu nomenament es van dur a terme el 16 de gener a la Duma Estatal, aprovant-se el seu nomenament aquell dia de manera aclaparant. El seu nomenament va ser qualificat de "selecció sorpresa" pel periòdic estatunidenc The Washington Post.

## Primers anys i educació
Mixustin va néixer el 3 de març de 1966 a Moscou, tenint com a pare a Vladímir Moiseevitx Mixustin i com a mare a Luiza Mikhailovna Mixustina. L'any 1989 es va graduar a la Universitat Tecnològica Estatal de Moscou (STANKIN), especialitzant-se en enginyeria de sistemes i després, l'any 1992, va completar els seus estudis de postgrau en el mateix Institut.
Després de graduar-se de l'escola de postgrau, va començar a treballar com a director d'un laboratori de proves, i després va dirigir la Junta de l'International Computer Club (ICC), una organització pública sense afany de lucre, on treballà facilitant la integració d'avançades tecnologies de la informació russes i occidentals. Darrerament encapçalà el consell d'administració de l'International Computer Club.
El 1998 es va unir al servei estatal com a assistent de sistemes d'informació per a la comptabilitat i el control sobre la recepció de pagaments d'impostos al Cap del Servei Federal d'Impostos. Després, entre 1998 i 2004, va treballar en el rang de viceministre de la Federació de Rússia per a impostos i aranzels. Després ho va fer com a cap de l'Agència Federal per al Cadastre dins del Ministeri de Desenvolupament Econòmic de Rússia i, posteriorment, com a cap de l'Agència Federal per a la Gestió de Zones Econòmiques Especials.
Considerat un defensor de les noves tecnologies, va ser un dels redactors de la llei sobre signatures digitals electròniques i va introduir la tecnologia per a la presentació de documents fiscals en format digital.
L'any 2008 va deixar el servei civil pel seu compte i va tornar als negocis, aquesta vegada en el camp de la inversió. Al març del 2008 va ser nomenat president del grup d'empreses UFG, una de les majors companyies que operen en l'antiga Unió Soviètica en el camp de la gestió d'actius, la inversió directa i els fons d'inversió col·lectiva.
Al febrer de 2009, es va unir a la reserva de personal del President de Rússia.

## Cap del Servei Federal d'Impostos
L'any 2010 va ser nomenat Cap del Servei Federal d'Impostos. En aquesta posició, va declarar la guerra a les "dades brutes" i va començar a erradicar problemes amb reemborsaments d'IVA injustificats.
Després que es fes públic el seu nomenament, diversos empresaris van expressar l'esperança que Mixustin, en tant que provinent dels negocis, pogués ser més "amigable" amb els empresaris russos. Va donar suport a la simplificació de la interacció entre empreses i ciutadans amb les autoritats fiscals. Per a la conveniència del treball de les persones i la lluita contra la corrupció, va assegurar que tenia la intenció de desenvolupar serveis electrònics en el servei d'impostos federals tant com fos possible.
A més de la informatització, el Servei Federal d'Impostos sota el seu lideratge va implementar nous estàndards per atendre als contribuents. En particular, per a comoditat dels ciutadans, es van ampliar els horaris d'obertura de les inspeccions. L'any 2015 el centre de contacte federal va començar a funcionar.
Durant aquell període, el servei d'impostos va ser criticat pel seu enfocament massa estricte dels negocis, i Mixustin va rebutjar aquesta acusació, citant una reducció significativa del nombre d'inspeccions. Llavors, amb l'arribada de Mixustin el 2010, el Servei Federal d'Impostos va canviar el seu enfocament per a l'organització d'esdeveniments de control, centrant-se en el treball analític. Com a resultat, el nombre d'auditories fiscalsin situ van disminuir dràsticament, mentre que la seva eficiència va augmentar. Si abans es verificava a un de cada deu contribuents, el 2018, les autoritats fiscals només van verificar a una petita empresa de 4.000 persones. El nombre d'inspeccions d'empreses grans i mitjanes també va disminuir significativament.
Com a cap del Servei Federal d'Impostos, Mixustin guanyà una reputació de tecnòcrata amb habilitats.

## Primer Ministre de Rússia
El 15 de gener de 2020, el president Vladímir Putin el va nomenar com a nou Primer Ministre de Rússia, després de la renúncia de Dmitri Medvédev. La Duma Estatal, la cambra baixa del Parlament rus, va programar una audiència sobre el seu nomenament pel 16 de gener, en la qual va ser ratificat amb 383 vots a favor, cap en contra i 41 abstencions. Això va permetre a Putin signar el decret de nomenament oficial de Mixustin, assumint aquest el càrrec. Va ser la primera vegada des de 1996 en la qual cap diputat vota en contra d'una candidatura a cap de Govern.
Durant el seu discurs previ a la votació, Mixustin va desglossar les prioritats del seu futur treball, destacant que el nou Govern se centraria en la implementació qualitativa de projectes nacionals i inversions en infraestructures.

## Vida personal
Mixustin està casat i té tres fills. Juga a hoquei sobre gel. També és un espectador habitual d'aquest esport, i forma part del consell de supervisió de l'equip professional HC CSKA Moscou. Es té constància que, amb anterioritat a la seva nominació com a primer ministre, va teixir una bona relació amb Putin a través de l'entusiasme compartit per aquest esport. Mixustin és músic amateur, tenint preferència per a tocar el piano. Com a afició, també ha escrit cançons de música pop, incloent alguna pel cantant Grigori Leps.